# Кенни, Роуленд
Роуленд Кенни (англ. Rowland Kenney; 1882 — 1961) — британский дипломат, писатель, журналист. Брат суфражистки Анны Кенни.
Родился в бедной рабочей семье. С девяти лет работал на хлопкопрядильной фабрике, затем на угольной шахте и железнодорожной станции, в конце концов выбравшись в Лондон и, под впечатлением от публикаций Роберта Блэтчфорда, выбившись в журналисты. Был близок к Независимой рабочей партии. В 1912 году недолгое время был главным редактором близкой к синдикалистскому движению газеты Daily Herald. В 1913 году опубликовал первую книгу «Люди и рельсы» (англ. Men and Rails).
С началом Первой мировой войны поступил на службу в отдел информации Министерства иностранных дел. С августа 1916 года по август 1918 года был командирован в Норвегию, где занимался сбором сведений о настроениях общества и действиях германской пропаганды и, в свою очередь, распространением пропагандистских статей пробританского характера в норвежской прессе. С весны 1918 года находился в подчинении новосозданного министерства информации. Важнейшим достижением Кенни в ходе его работы в Норвегии стала перепродажа в 1918 году Норвежского телеграфного бюро лояльным к Великобритании собственникам.
По окончании войны исполнял ряд разведывательных поручений в Польше, затем работал в отделе политической разведки МИД, после его расформирования вернулся в отдел информации, где проработал до 1939 года, отвечая в особенности за культурные проекты. Принял активное участие в создании Британского совета. В 1923 году выпустил сборник рассказов «Котомка разносчика» (англ. A peddlar’s pack), представлявший собой, по оценке советской «Литературной энциклопедии», «наивно-реалистического воспроизведение» жизни и быта британских рабочих. Рассказ Кенни «Пригвоздили» был напечатан в СССР в переводе Петра Охрименко. В 1939 году опубликовал автобиографию (англ. Westering: An Autobiography).
С началом Второй мировой войны вновь получил назначение в Норвегию, заняв в сентябре 1939 года место пресс-атташе посольства Великобритании в Осло и сменив на этом посту своего сына Кита Кенни (1913—1988). Здесь Кенни вновь занимался организацией пробританской пропаганды вплоть до немецкого вооружённого вторжения в апреле 1940 года. После эвакуации из Норвегии Кенни в июне 1940 г. возглавил секцию северных стран в иностранном отделе министерства информации, отвечая за британскую пропаганду в скандинавских странах и Финляндии, а затем также в Бельгии, Нидерландах и Швейцарии. С октября 1941 г. занимал должность советника норвежского правительства в изгнании. В 1942 г. награждён норвежским Орденом Святого Олафа (кавалер I класса).
По окончании войны опубликовал книгу «Северный узел: Скандинавия и послевоенный мир» (англ. The Northern Tangle: Scandinavia and the Post-War World; 1946).